# Larwy (mitologia)
Larwy (łac. lārvae, lp. lārva) – w mitologii rzymskiej złe duchy, będące duszami ludzi, którzy za życia popełnili ciężką zbrodnię lub zginęli nagłą i gwałtowną śmiercią, i nie zostali należycie pochowani; odpowiednik dzisiejszych upiorów.
Pojawiały się jako widma lub szkielety, zsyłając na żyjących strach, choroby nerwowe i epilepsję. Z czasem utożsamiono je z lemurami (lemures); św. Augustyn uważał je nawet za ich synonim. Na równi z nimi składano im corocznie w maju ofiary przebłagalne podczas archaicznych ceremonii zwanych Lemuria, rzucając w otchłań ciemności ziarna czarnego bobu wraz z zaklęciami, aby opuściły domostwo.
W takim też znaczeniu wymieniane są przez rzymskich autorów, np. przez Plauta (Jeńcy 598) czy Apulejusza (Metamorfozy IX 29,3). Ówczesne świadectwa opisują je w dwojakiej postaci: jako blade upiory o ściągniętym obliczu bądź jako groteskowe szkielety i marionetki (przedstawiane tak np. w farsach i widowiskach ludowych, z przykładem podobnego wyobrażenia w Satyrykach Petroniusza).  Dręczone przez nie osoby nazywano „utajnionymi chorymi”.
We współczesnym słownictwie był to dawniej synonim straszydła, uciążliwej mary (maszkary), dręczącej zjawy, widziadła albo upiora. W tym znaczeniu użyte również przez poetę:
Same się z mogił ruszają pokłady
I larwy stają widomie.
(A. Mickiewicz, ballada To lubię, 19-20)